# Sörasjön (Korsberga socken, Småland, 634851-146054)
Sörasjön är en sjö i Vetlanda kommun i Småland och ingår i Emåns huvudavrinningsområde. Sjön är 4,6 meter djup, har en yta på 0,0742 kvadratkilometer och befinner sig 275,1 meter över havet. Sjön avvattnas av vattendraget Skärveteån (Farstorpaån). Vid provfiske har abborre, gädda och mört fångats i sjön.

## Delavrinningsområde
Sörasjön ingår i det delavrinningsområde (635389-146164) som SMHI kallar för Inloppet i Värnen. Medelhöjden är 243 meter över havet och ytan är 51,6 kvadratkilometer. Det finns inga delavrinningsområden uppströms utan avrinningsområdet är högsta punkten. Skärveteån (Farstorpaån) som avvattnar avrinningsområdet har biflödesordning 3, vilket innebär att vattnet flödar genom totalt 3 vattendrag innan det når havet efter 149 kilometer. Delavrinningsområdet består mestadels av skog (75 %). Avrinningsområdet har 1,09 kvadratkilometer vattenytor vilket ger det en sjöprocent på 2,1 %.